# مقاطعة مارشال (تينيسي)
مقاطعة مارشال هي مقاطعة في تينيسي، بلغ عدد سكانها 30٬617  نسمة، في 2010، عاصمتها لويسبورغ، تبلغ مساحتها 974 كيلومتر مربع.

## الموقع
تشترك في الحدود مع:
- مقاطعة روثرفورد (تينيسي).

## التقسيمات الإدارية
- لويسبورغ.